# Teucrium gracile
Teucrium gracile là một loài thực vật có hoa trong họ Hoa môi. Loài này được Barbey & Fors.-Major miêu tả khoa học đầu tiên năm 1895.